# Samguk sagi
Samguk sagi, Kronika Trzech Królestw – koreańska kronika, najstarszy z zachowanych zabytków koreańskiego dziejopisarstwa. Utwór skomponował 11-osobowy zespół konfucjańskich uczonych kierowanych przez Kim Bu-sika na zlecenie króla Injonga.
Kronikę ukończono w 1145 roku. Napisany klasyczną chińszczyzną tekst przedstawia epokę Trzech Królestw Korei. Wydania kroniki we współczesnym języku koreańskim ukazały się zarówno w KRLD (1958) i w Korei Południowej (1972 i 1977). Ponadto dzieło doczekało się tłumaczenia na język rosyjski.
Dzieło zawiera 50 ksiąg (卷): 28 ksiąg poświęcono kolejno dziejom państw Silla, Goguryeo i Baekje, 3 księgi przeznaczono na tablice chronologiczne, 10 ksiąg na biografie zasłużonych urzędników i dowódców oraz 9 ksiąg na opisy kultury i obyczajów.
Kim Bu-sik reprezentował oficjalny konfucjański punkt widzenia. Ze względu na pochodzenie autora z sillańskiej szlachty, część treści w kronice sprzyja właśnie temu królestwu, choć można założyć, że po prostu autor miał dostęp głównie do materiałów z Silla. Ponadto korzystał też z dzieł chińskich (Sanguo Zhi, Wei Shu i Zizhi Tongjian).